# Catedral de San Jorge (Canton)
La catedral de San Jorge  (en inglés: St. George Cathedral) es un edificio religioso católico de rito rumano, situado en la localidad de Cantón, Ohio, Estados Unidos. Es la sede de la eparquía de San Jorge en Canton (Eparchia Sancti Georgii Martyris Romenorumo  bien Romanian Catholic Eparchy of St George's in Canton).
Los Inmigrantes rumanos comenzaron a llegar a la zona de Cantón a finales del siglo XX. Los católicos rumanos formaron la parroquia de San Jorge en 1912 y la iglesia actual fue dedicada en 1975. Se convirtió en una catedral cuando el exarchado apostólico de Estados Unidos de América fue creado por el Papa Juan Pablo II para los católicos rumanos en 1982 mediante la bula "Romenorum multitudo".